# Olympische Sommerspiele 2016/Teilnehmer (Republik Kongo)
| Gelbes Symbol für Goldmedaillen mit stilisierten Olympischen Ringen | Graues Symbol für Silbermedaillen mit stilisierten Olympischen Ringen | Braundes Symbol für Bronzemedaillen mit stilisierten Olympischen Ringen |
| ------------------------------------------------------------------- | --------------------------------------------------------------------- | ----------------------------------------------------------------------- |
| —                                                                   | —                                                                     | —                                                                       |

Die Republik Kongo nahm in Rio de Janeiro an den Olympischen Spielen 2016 teil. Es war die insgesamt zwölfte Teilnahme an Olympischen Sommerspielen. Vom Comité National Olympique et Sportif Congolais wurden zehn Athleten in fünf Sportarten nominiert. Fahnenträger bei der Eröffnungsfeier war der Leichtathlet Franck Elemba.

## Teilnehmer nach Sportarten

### Boxen
| Athleten            | Wettbewerb                  | 1. Runde               | 1. Runde | Achtelfinale  | Achtelfinale  | Viertelfinale | Viertelfinale | Halbfinale    | Halbfinale    | Finale        | Finale        | Rang          |
| Athleten            | Wettbewerb                  | Gegner                 | Ergebnis | Gegner        | Ergebnis      | Gegner        | Ergebnis      | Gegner        | Ergebnis      | Gegner        | Ergebnis      | Rang          |
| ------------------- | --------------------------- | ---------------------- | -------- | ------------- | ------------- | ------------- | ------------- | ------------- | ------------- | ------------- | ------------- | ------------- |
| Männer              |                             |                        |          |               |               |               |               |               |               |               |               |               |
| Dival Malonga       | Halbweltergewicht bis 64 kg | Fazliddin Gʻoibnazarov | TKO      | ausgeschieden | ausgeschieden | ausgeschieden | ausgeschieden | ausgeschieden | ausgeschieden | ausgeschieden | ausgeschieden | ausgeschieden |
| Anauel Ngamissengue | Mittelgewicht bis 75 kg     | Ilyas Abbadi           | 0:3      | ausgeschieden | ausgeschieden | ausgeschieden | ausgeschieden | ausgeschieden | ausgeschieden | ausgeschieden | ausgeschieden | ausgeschieden |

### Judo
| Athleten           | Wettbewerb  | 1. Runde | 1. Runde    | 2. Runde      | 2. Runde      | Viertelfinale | Viertelfinale | Halbfinale / Trostrunde | Halbfinale / Trostrunde | Finale / Platz 3 | Finale / Platz 3 | Rang |
| Athleten           | Wettbewerb  | Gegner   | Ergebnis    | Gegner        | Ergebnis      | Gegner        | Ergebnis      | Gegner                  | Ergebnis                | Gegner           | Ergebnis         | Rang |
| ------------------ | ----------- | -------- | ----------- | ------------- | ------------- | ------------- | ------------- | ----------------------- | ----------------------- | ---------------- | ---------------- | ---- |
| Männer             |             |          |             |               |               |               |               |                         |                         |                  |                  |      |
| Deo Gracia Ngokaba | über 100 kg | R. Meyer | 000s0:100s0 | ausgeschieden | ausgeschieden | ausgeschieden | ausgeschieden | ausgeschieden           | ausgeschieden           | ausgeschieden    | ausgeschieden    | 17   |

### Leichtathletik
Laufen und Gehen
| Athleten              | Wettbewerb | Vorausscheidung | Vorausscheidung | Vorlauf | Vorlauf | Halbfinale    | Halbfinale    | Finale        | Finale        | Rang |
| Athleten              | Wettbewerb | Zeit            | Rang            | Zeit    | Rang    | Zeit          | Rang          | Zeit          | Rang          | Rang |
| --------------------- | ---------- | --------------- | --------------- | ------- | ------- | ------------- | ------------- | ------------- | ------------- | ---- |
| Frauen                |            |                 |                 |         |         |               |               |               |               |      |
| Marcelle Bouele Bondo | 100 m      | 11,98 s         | 2               | 12,18 s | 58      | ausgeschieden | ausgeschieden | ausgeschieden | ausgeschieden | 58   |

 Springen und Werfen 
| Athleten      | Wettbewerb  | Qualifikation | Qualifikation | Finale     | Finale | Rang |
| Athleten      | Wettbewerb  | Weite/Höhe    | Rang          | Weite/Höhe | Rang   | Rang |
| ------------- | ----------- | ------------- | ------------- | ---------- | ------ | ---- |
| Männer        |             |               |               |            |        |      |
| Franck Elemba | Kugelstoßen | 20,45 m       | 11            | 21,20 m    | 4      | 4    |

### Schwimmen
| Athleten           | Wettbewerb    | Vorlauf | Vorlauf | Halbfinale    | Halbfinale    | Finale        | Finale        | Rang |
| Athleten           | Wettbewerb    | Zeit    | Rang    | Zeit          | Rang          | Zeit          | Rang          | Rang |
| ------------------ | ------------- | ------- | ------- | ------------- | ------------- | ------------- | ------------- | ---- |
| Frauen             |               |         |         |               |               |               |               |      |
| Bellore Sangala    | 50 m Freistil | 33,71 s | 81      | ausgeschieden | ausgeschieden | ausgeschieden | ausgeschieden | 81   |
| Männer             |               |         |         |               |               |               |               |      |
| Dienov Andres Koka | 50 m Freistil | 28,00 s | 82      | ausgeschieden | ausgeschieden | ausgeschieden | ausgeschieden | 82   |

### Tischtennis
| Athleten    | Wettbewerb | Vorrunde       | Vorrunde | 1. Runde             | 1. Runde      | 2. Runde          | 2. Runde      | 3. Runde      | 3. Runde      | 4. Runde      | 4. Runde      | Viertelfinale | Viertelfinale | Halbfinale    | Halbfinale    | Finale        | Finale        | Rang          |
| Athleten    | Wettbewerb | Gegner         | Ergebnis | Gegner               | Ergebnis      | Gegner            | Ergebnis      | Gegner        | Ergebnis      | Gegner        | Ergebnis      | Gegner        | Ergebnis      | Gegner        | Ergebnis      | Gegner        | Ergebnis      | Rang          |
| ----------- | ---------- | -------------- | -------- | -------------------- | ------------- | ----------------- | ------------- | ------------- | ------------- | ------------- | ------------- | ------------- | ------------- | ------------- | ------------- | ------------- | ------------- | ------------- |
| Frauen      |            |                |          |                      |               |                   |               |               |               |               |               |               |               |               |               |               |               |               |
| Han Xing    | Einzel     | Ian Lariba     | 4:0      | Suthasini Sawettabut | 3:4           | ausgeschieden     | ausgeschieden | ausgeschieden | ausgeschieden | ausgeschieden | ausgeschieden | ausgeschieden | ausgeschieden | ausgeschieden | ausgeschieden | ausgeschieden | ausgeschieden | ausgeschieden |
| Männer      |            |                |          |                      |               |                   |               |               |               |               |               |               |               |               |               |               |               |               |
| Suraju Saka | Einzel     | Brian Afanador | 3:4      | ausgeschieden        | ausgeschieden | ausgeschieden     | ausgeschieden | ausgeschieden | ausgeschieden | ausgeschieden | ausgeschieden | ausgeschieden | ausgeschieden | ausgeschieden | ausgeschieden | ausgeschieden | ausgeschieden | ausgeschieden |
| Jianan Wang | Einzel     | Khalid Assar   | 4:3      | Gustavo Tsuboi       | 4:0           | Kristian Karlsson | 1:4           | ausgeschieden | ausgeschieden | ausgeschieden | ausgeschieden | ausgeschieden | ausgeschieden | ausgeschieden | ausgeschieden | ausgeschieden | ausgeschieden | ausgeschieden |